# Hrvatsko-nikaragvanski odnosi
Hrvatsko-nikaragvanski odnosi odnose se na bilateralne međunarodne odnose između Hrvatske i Nikaragve. Diplomatski odnosi su uspostavljeni 29. ožujka 1996. godine. Hrvatska nema veleposlanstvo u Nikaragvi, već je zastupljena putem Stalne misije RH pri Ujedinjenim narodima u New Yorku (SAD). Nikaragva nema veleposlanstvo u Hrvatskoj. Za putovanje u Nikaragvu nije potrebna viza.